# Synagogue de Toul
La synagogue de Toul est une synagogue bâtie au cours du XIXe siècle au sein de la commune française de Toul en Meurthe-et-Moselle. 

## Situation
La synagogue est située au no  15, rue de La Halle (au blé) à Toul.

## Histoire
Entre 1790 et 1840 la population israélite comportait 500 membres sur les 7 500 habitants de la ville de Toul. La synagogue est construite vers 1812 sur les vestiges de l'église Saint-Amand et de son cimetière catholique, siège de l'ancienne paroisse Saint-Amand. Elle est réaménagée sous le Second Empire par l'architecte Fisson dans le style mauresque, et inaugurée le 18 octobre 1862. La façade sombre est orientée vers le nord-ouest et ne reçoit presque jamais la lumière du soleil. Au centre est sculpté en hébreu le verset biblique Isaïe 56,7 : ביתי בית תפילה יקרא לכל העמים (« Ma maison sera appelée maison de prière pour tous les peuples »). On trouve le même verset sur la synagogue de Bayonne. 
Derrière la synagogue, dans une petite cour non visible depuis la rue, se trouve l'ancienne école hébraïque édifiée en 1869, précédée d'un portique également classé. 
Elle est la propriété d'une association cultuelle (ACI de Toul) et n'est plus utilisée aujourd'hui, la communauté juive de Toul étant extrêmement réduite. La maison du rabbin qui est contigüe a été vendue puis transformée en logements locatifs. Le portail qui menait à la synagogue est grillagé et cadenassé. Le bâtiment lui-même est à l'abandon et tombe peu à peu en ruine. Les seules synagogues encore en activité dans le département sont la synagogue de Nancy et la synagogue de Lunéville.

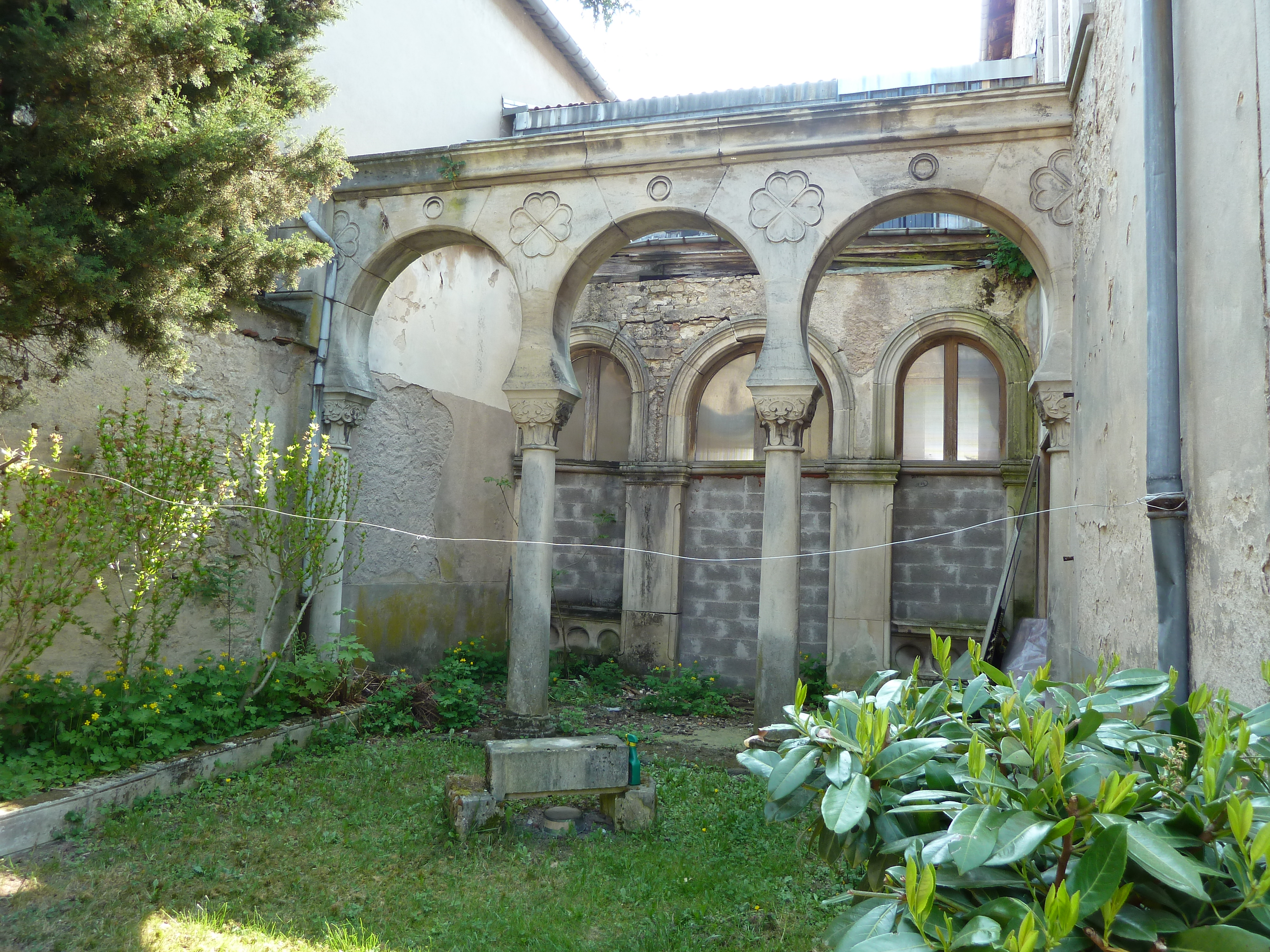
La cour arrière avec le portique et l'ancienne école hébraïque.
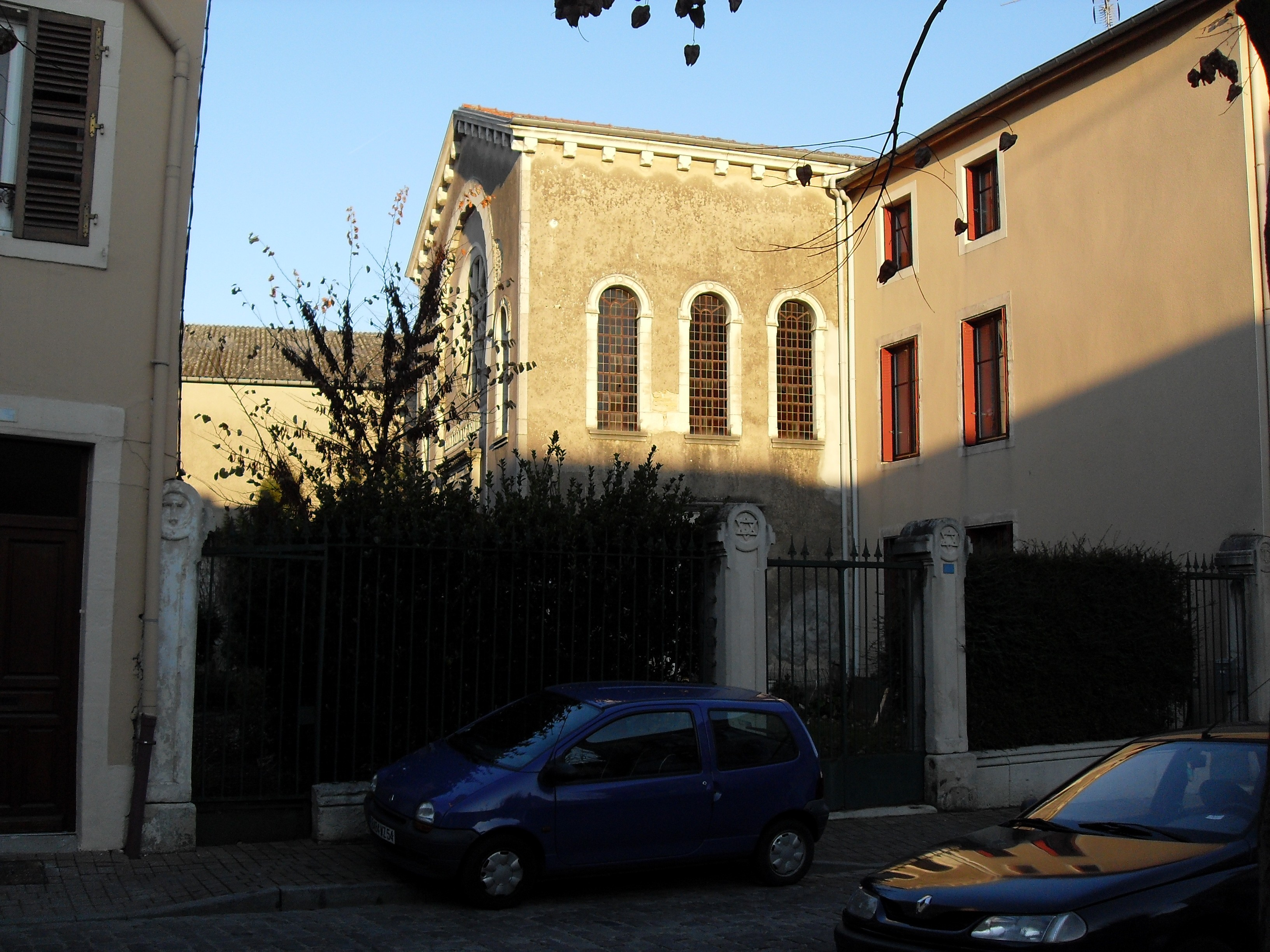
Synagogue de Toul et ancienne maison du rabbin au soleil couchant.
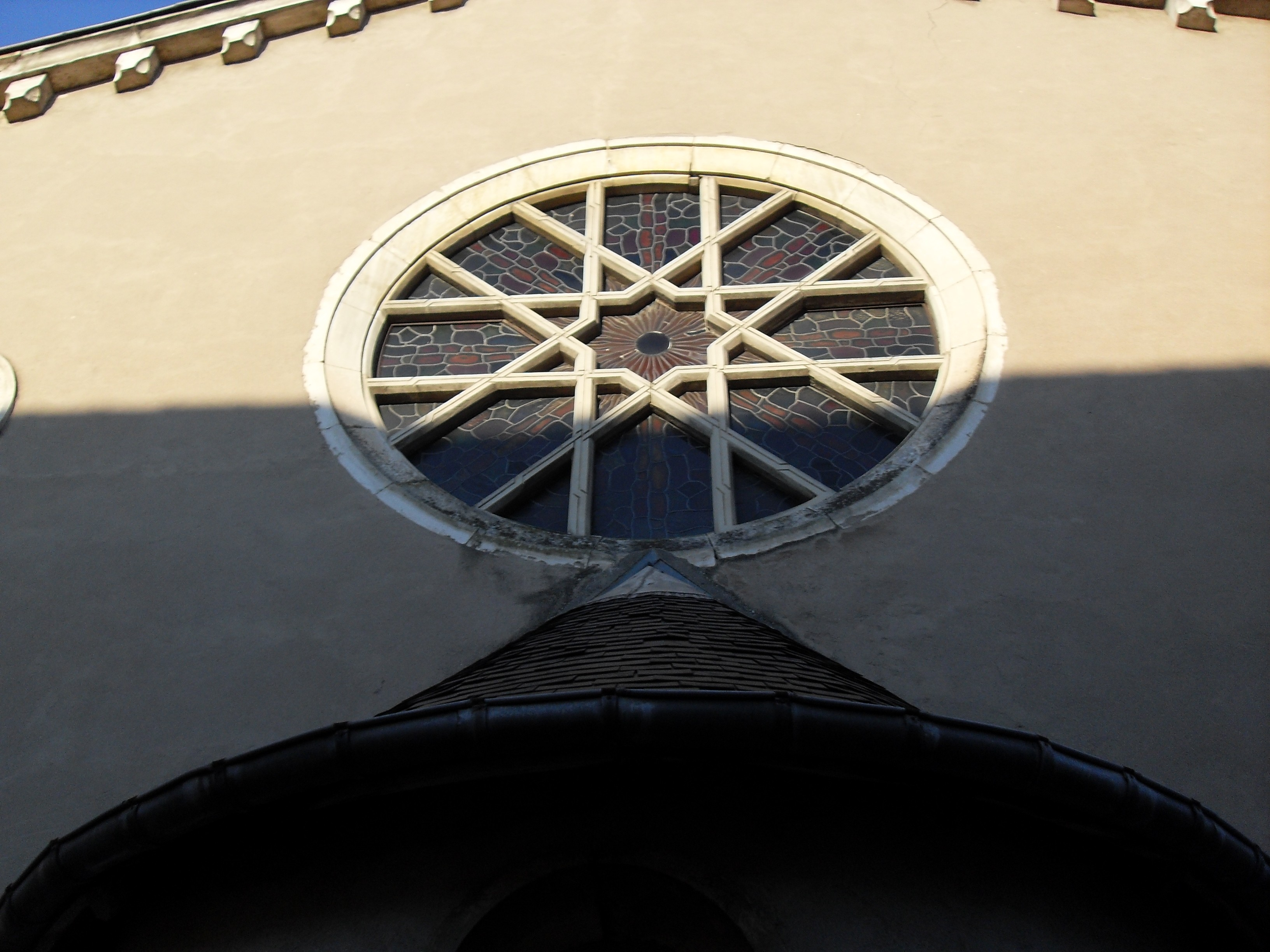
Rosace du fond, au-dessus de l'Arche sainte.
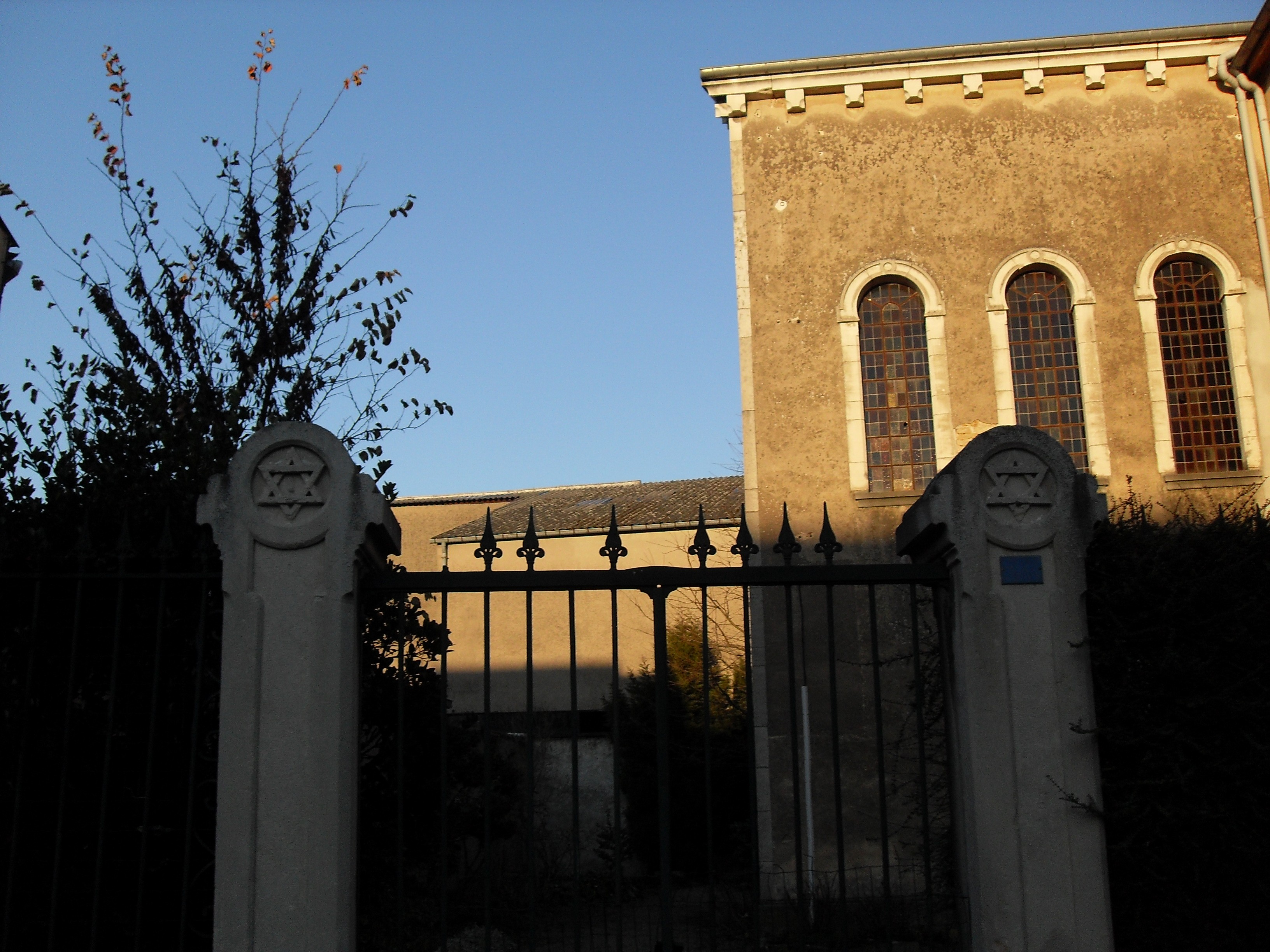
Le portail (cadenassé). Celui-ci est classé aux monuments historiques tout comme la synagogue.

## Classement
Cette synagogue avec ses annexes (grille et portail, ancienne école et portique qui la précède) fait l’objet d’une inscription au titre des monuments historiques depuis le 27 février 1996.
Pour visiter cette synagogue ou le cimetière juif, s'adresser à l'ACI de Toul.

## Cimetière

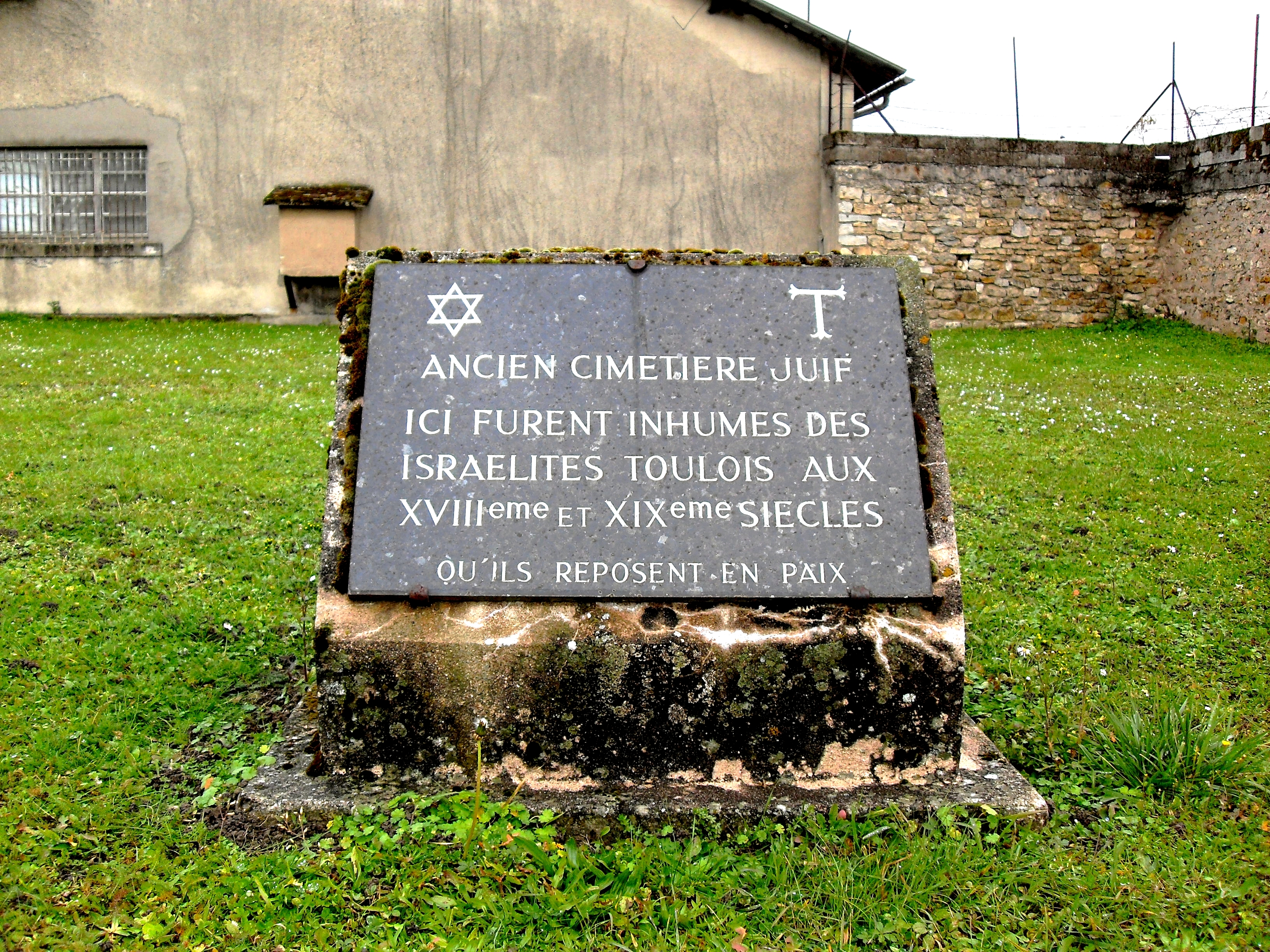
Plaque à l'emplacement de l'ancien cimetière juif.

La municipalité de Toul a fait détruire en partie l'ancien cimetière juif de la ville, sans que le consistoire en soit alors prévenu. La partie qui subsiste du cimetière israélite est située rue de Briffoux, le long de la voie ferrée. La partie qui a été détruite se trouvait de l'autre côté du chemin de fer qui le traverse.
Comme le décrit poétiquement Michel Kessler dans son livre Joséphine :
« Le train, à Toul, frôle le cimetière juif. Les morts y sont assis sur les tombes et nous font des signes en se balançant doucement, le vieux rabbin a une belle barbe. »
Les plus anciennes pierres tombales datant du XIXe siècle sont gravées d'inscriptions en français sur une des faces et en hébreu sur l'autre.

Cimetière juif de Toul
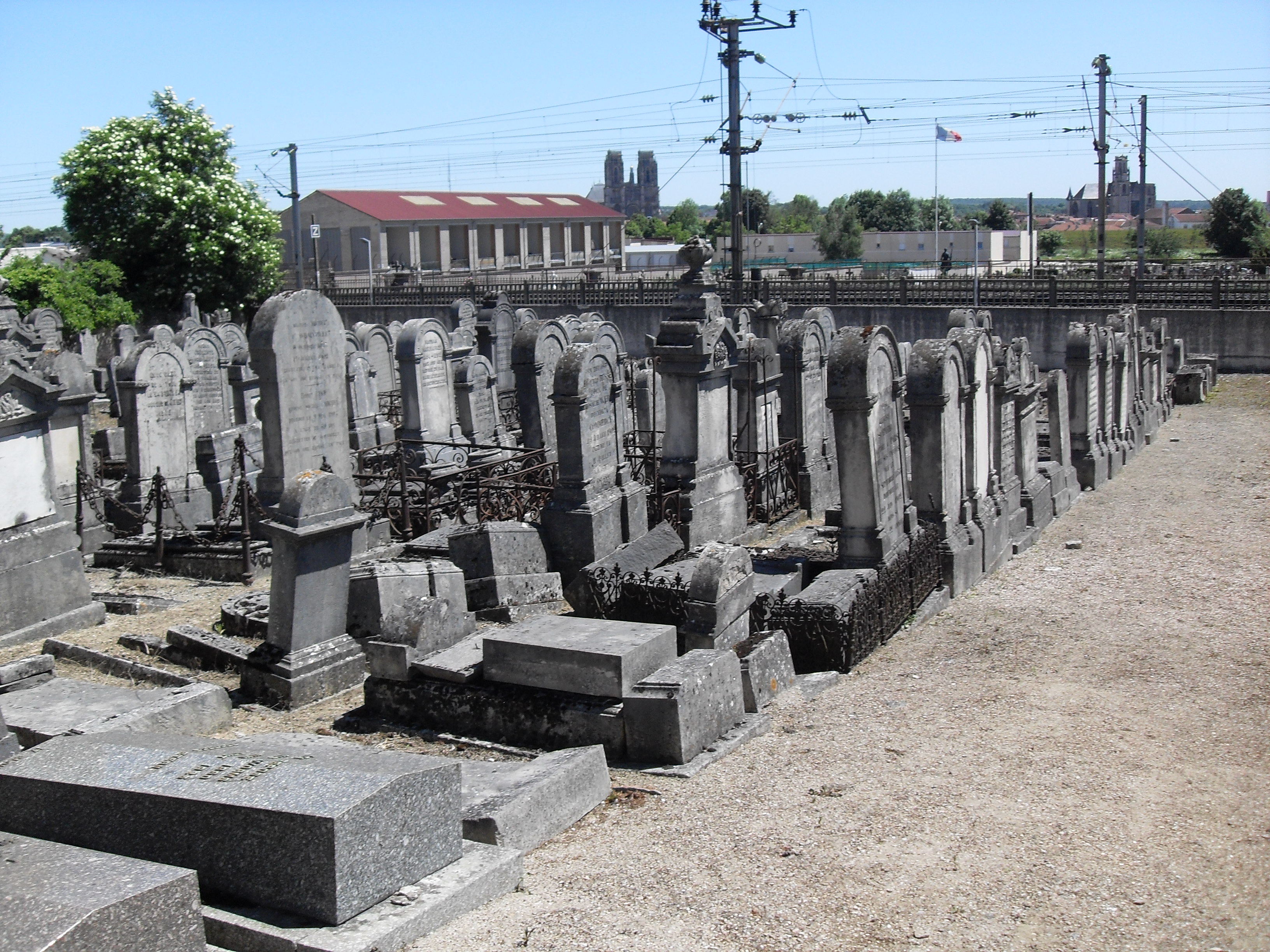
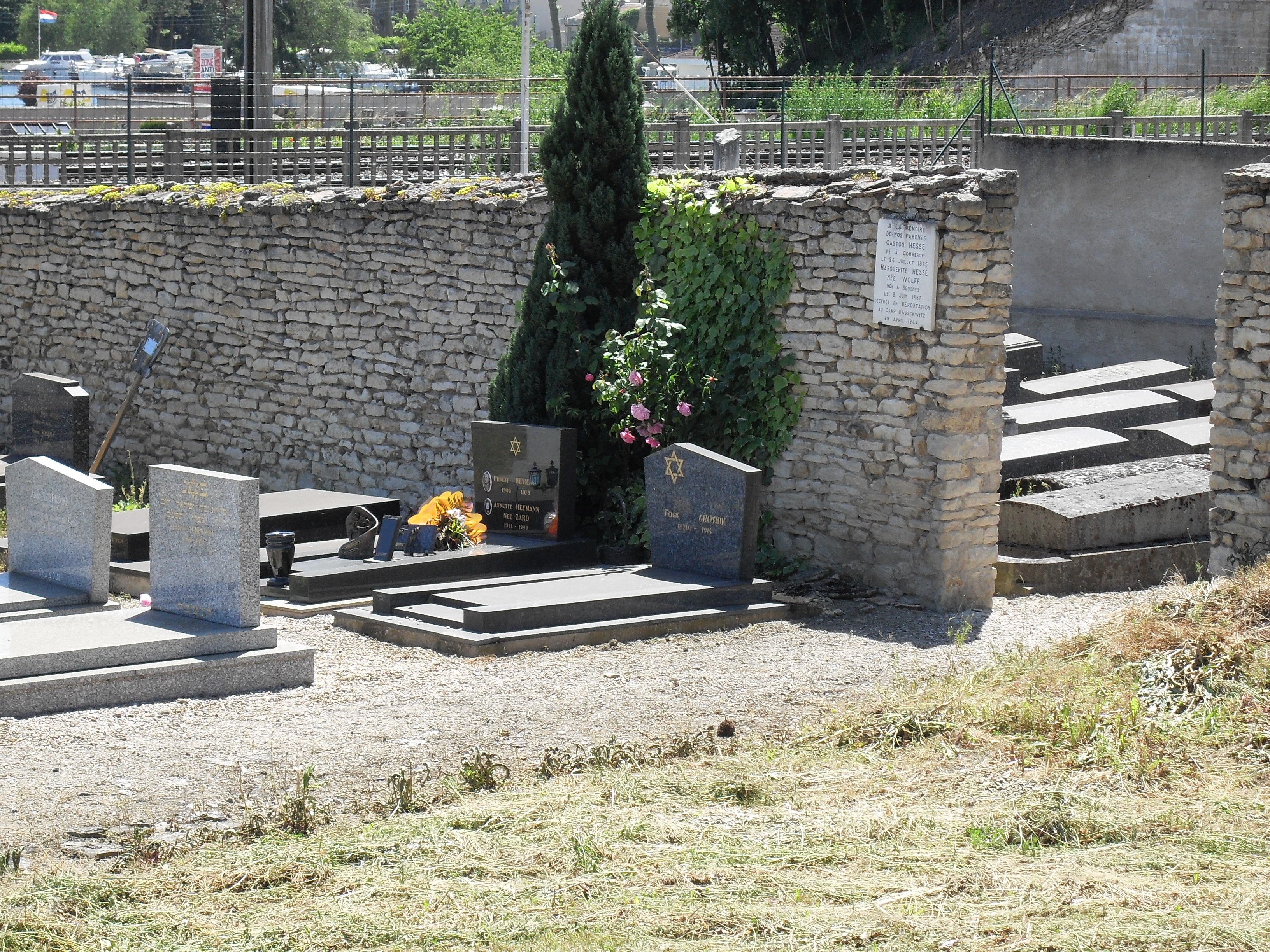
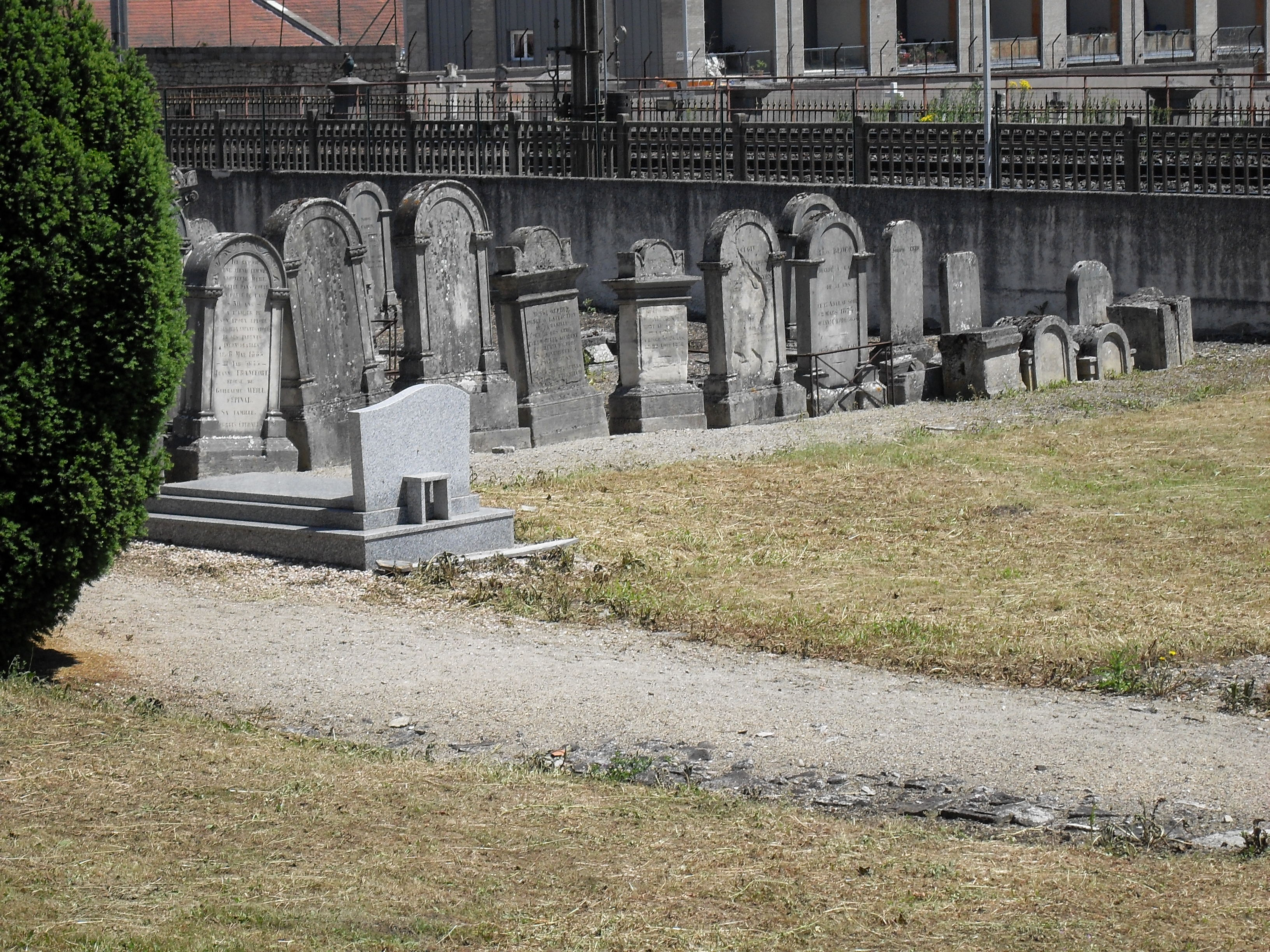
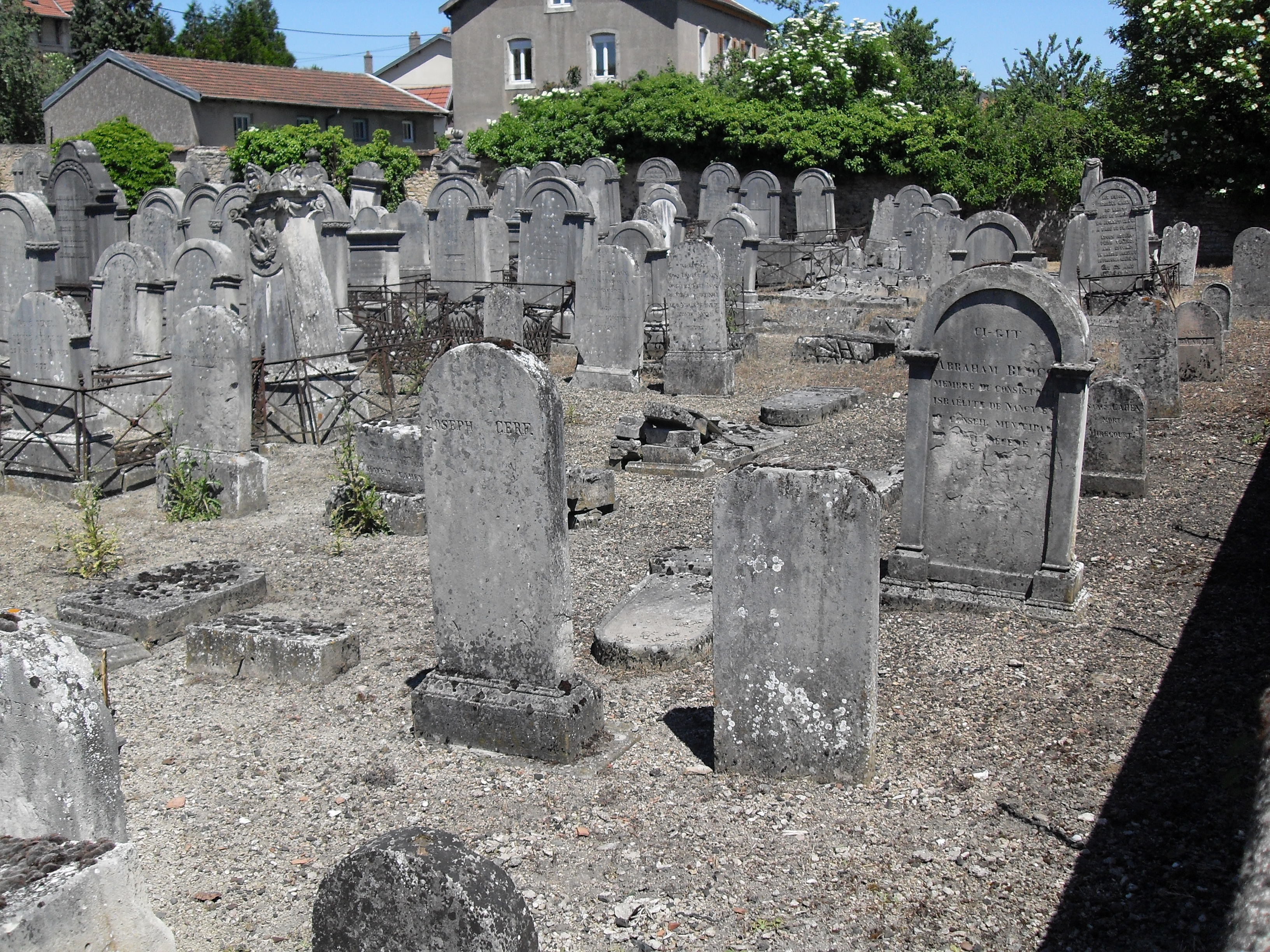